# 速水奨
速水 奨（はやみ しょう、1958年8月2日 - ）は、日本の声優、俳優、歌手。兵庫県高砂市出身。Rush Style代表・所属。
妻は同じく声優の五十嵐麗、甥（現養子）は声優の速水秀之。

## 経歴

### 生い立ち
兵庫県高砂市出身。男3人兄弟の末子として生まれる。
父は沖縄県出身で、戦時中は少年飛行兵に志願していた県庁の納税係の公務員。2人の兄は教師、サラリーマン。2歳ずつ離れた兄たちが優秀で、幼稚園から高校まで兄弟3人全員同じ学校で、父も同じ高校の卒業生であった。
高砂市にあった生家は県営住宅であり、50坪の土地に井戸を囲む形で並んでいた4軒の平家の1軒に住んでいたが、速水が生まれる前に買い取って持ち家にしていたという。
幼少期は兄達に連れられて山、川を駆け巡って、擦り傷だらけだった。
小学校（高砂市立阿弥陀小学校）時代は「神童」と呼ばれていた長兄の七光りもあって、低学年の頃から一目置かれていた。小学生の頃は地域ごとに一斉登校をするのが決まりであったが、速水らの地域のグループと別の地域からのグループが通学路で途中一緒になり、通学路で上級生が別の地域同士の下級生同士に「試合しろ」といって取っ組み合いをしていた。ガキ大将のような面もあったかもしれず、剣道や柔道の試合のように、先鋒・中堅・大将と順々に出ていくこともあったが、速水はいつも先鋒で出て行き、隣町の人物を泣かしていたという。一方、小学校の6年間から中学3年生まで一学期の学級委員長を務め、学芸会の主役などに抜擢されていた。当時は2人の兄が委員長になっていたため、おこぼれにあずかったという形で、怖いものがなかった。しかしどこかで兄達の力を頼っていたかもしれないという。
好きだった課目は国語で、本を朗読することや喋ることが好きだったため、「なんとか僕を当ててくれないかな」と教師を見ていた。アナウンサーになりたいと思っていた時期が長かったという。
小学校6年生で健康優良児として表彰される。1972年のミュンヘンオリンピックで金メダルを獲得した男子バレーボールに憧れて、中学（姫路市高砂市中学校組合立天川中学校）時代はバレーボール部に所属してエースアタッカーとキャプテンを務める。ほかにも園芸クラブと郷土史研究クラブにも所属していた。
高校（兵庫県立加古川東高等学校）でも1年目はバレーを続けたが、身長が伸び悩んだことで退部した。
前述の通り父は公務員で、小～中学校でも成績は良かったため、「自分もいずれは大学を出て公務員になるんだろう」と漠然と思っていた。中学校の成績は1～2位を争っていたが、高校進学後の最初の定期テストで順位が3桁台になってしまい、「これはもう勉強じゃかなわないな」と思っていた。

### キャリア
その矢先に、地元で行なわれた西田敏行主演の青年座の舞台『写楽考』を観劇して「こんなになまめかしくて、おどろおどろしいものが現れるのか」と感銘を受けたことから、高校1年生の終わりに先輩に誘われて演劇部に入る。入部後は戯曲を読むようになり、当時は、学業からの逃避のようなものでもあったと語る。
高校時代の芸能鑑賞会で能楽作品の『隅田川』を観ていたことも大きかったといい、中学時代の国語の授業で、狂言師が朗読をしていた中島敦の『山月記』を聴いて、声で表現する面白さを知ったことも伏線になっていたと語り、活動の原点は、声による表現を重視した古典芸能への興味にあったという。もう一つの原点は幼い頃のごっこ遊びで、テレビで観ていたテレビアニメ『鉄腕アトム (アニメ第1作)』、プロレス番組の影響で友人と別人になり切ってストーリー仕立てで遊ぶことをしており、「同じようなことを、今も仕事でやっているな」と感じることがあるという。「高校時代の目標はありましたか?」という質問に対して、「大学に進学して本格的に演劇を勉強したいな」と思っていた。「劇団へ入ろうとは思わなかったんですか?」という質問に対しても、「大学の演劇科に進学して、もう少し芝居の勉強をしてから」と思っていた。
高校2年生の終わり頃には、本格的に舞台俳優を目指すようになったといい、演劇部で芝居をやりつつ演劇雑誌を読んだり先輩の話を聞いたりしていくうちに「自分もプロとして舞台に立ちたい」と考えるようになった。しかし「大学には行くだろうな」と考えていたが、勉強しなさ加減、演劇への熱意、上京に対する憧れ、色々考えていくと「これは大学に行ってる場合じゃないな」と思った。
しかし高校3年生の時に焦ってしまい、「今やるしかない」と思い始めた。進路を決める三者面談の時、母に「僕は大学に行かない。東京に行って芝居をする」と伝えたところ、「自分の力で行きなさい」と言われた。その後、高校3年生の2学期から「演劇をやるために東京に出よう」と決心して、資金作りで果物屋で店員のアルバイトを始め、当時は登校するのは店の定休日だけという状態だった。アルバイトで得たお金は、上京のための資金にあてるつもりで、「このままここにいれば、それはそれで平和な一生が過ぎていくんだろうな」と思っていたが、とにかく新しい自身を見つけたかったという。
父には、だいぶ後になって話をして、父からは「この劇団ならどうだ」と知り合いの劇団の事務長を紹介されていたが、共同生活を送らなければいけず、どこか考え的に合わない部分があり断った。今度は「大学には夜間もあるから、芝居の勉強と同時にやったらどうだ」と言われた。父は色々な事情で大学に行けなかった人物のため、公務員になってからも大卒の人物と比べて出世に差がつくことを身をもって知っており、「息子には大学に行ってほしかったんだ」と語っていたという。ただし、「大学で遊んでる暇なんてない」という思いだったため、結局、言うことを聞かずじまいであった。一応、親として「反対している」という図式はあったといい、そのため父も色々な妥協案を出してくれたと語る。
高校卒業後は、東京の叔母を頼って上京し、昼は貿易会社で働き、夜間に青年座研究所で芝居を学ぶ生活を送る。半年後、日下武史に憧れて劇団四季へ移る。同期には榎木孝明がいた。東京での初舞台は35歳の映画のプロデューサー役で、朝加真由美が同期で相手役を演じていた。
東京に来て一番最初のアルバイトは力仕事だったが、当日までどこに行くかはわからず、「蒲田駅東口に〇時集合」とだけ言われ、行ってみると安全靴などを手渡された。その時にトラックの荷台に乗って連れて行かれた先で、引越しや荷下ろしなどをしていた。しかしそのように何をするかわからないアルバイトだったことから、一緒に働きに行く人物もワケありな感じの人物が多かった。結局、「これをずっと続けていたら、自分の気持ちもすさんできちゃうな」と思い、そのアルバイトは辞めた。
その後は、同じ力仕事だが、品川の港南にある冷凍庫で冷凍されて保管されていた豚肉を担いで車に乗せて、精肉店へと持っていく農協の畜産部で、大変な仕事ではあった。その時は同じ業界や、映画監督を目指していた人物と一緒に働いたりして、面白い人物が集まっていたという。

### 声優として
劇団四季がミュージカル路線に切り替わりつつあり、演劇から気持ちが離れて3年で退団し、東京都台東区上野で始めていたウェイターのアルバイトに励んでいた22歳のころ、たまたま雑誌『ぴあ』でニッポン放送主催の「アマチュア声優・ドラマ・コンテスト80」を知り、副賞の賞金10万円に惹かれて応募する。1980年10月10日、同コンテストのグランプリを受賞したことを切っかけに声優デビュー。ニッポン放送のラジオドラマ『超人ロック〜コズミックゲーム〜』や、ニッポン放送も関係したアニメ映画『1000年女王』などに出演した。本人はこの仕事を始まる前はアニメはまったく観ておらず、アフレコのマイクの前でどうやればいいかも知らなかった。
1982年、『機甲艦隊ダイラガーXV』の出雲タツオ役で初めてのレギュラー出演し、初めて受けたオーディションで合格した『超時空要塞マクロス』のマクシミリアン・ジーナス（マックス）役を好演し、後番組『超時空世紀オーガス』では自身初の主人公役を演じる。そのほかのロボットアニメ作品でも、二枚目役や美形ライバル役に起用されて人気声優となる。また、CMやテレビ番組のナレーションも多数受け持つ。OVA版『デビルマン』や『勇者エクスカイザー』が声優活動の転機となり、正統派のイメージとはギャップのある役柄も演じるようになる。また、乙女ゲームの草分け的な「アンジェリークシリーズ」など、女性向けコンテンツでも支持を広げる。1990年代前半より個人名義やユニットでの歌手活動なども行っており、2003年より自身がプロデュースする『S.S.D.S. 〜Super Stylish Doctors Story〜』を各メディアで展開している。
劇団四季（初期）→飛鳥企画→ぷろだくしょんバオバブ→大沢事務所→青二プロダクション→大沢事務所を経て、2014年2月1日からフリーとなる。これに先立ち2013年10月には声優&アーティスト事務所「Rush Style」（ラッシュスタイル）を立ち上げ、その代表に就任。2014年10月よりRush Styleの業務が本格的に始動したのを機に、妻の五十嵐麗や新人の高沢柚衣が同社に移籍し、同時に自身のマネージメント業務も委託した。2017年4月には事務所付属の養成所「RSアカデミー」を開所した。

### 現在まで
デビュー40周年の節目となる2019年は、若手声優らとラップに挑戦した『ヒプノシスマイク』が第13回声優アワードにて歌唱賞を受賞。Rush Styleの教え子で、『ヒプノシスマイク』でも共演する野津山幸宏とお笑いコンビ「ラッシュスタイル」を組んで「M-1グランプリ」予選に出場し、1回戦を突破したものの2回戦で敗退した。
2020年、『仮面ライダーゼロワン』で特撮作品に初出演した。

## 特色
小学校5年生の冬休みに1週間声が出なくなり、そのあと1オクターブ低い現在の声に声変わりした。その声は自分の父親の声とそっくりだという。速水と新人時代から仕事をしている河森正治は「その声には、華があり、艶があり、秘密がある」「作品世界に、広がりと、大いなる高みと、底知れぬ深みをもたらす声」と形容している。小川びいは「女性をとろけさすような甘い声が魅力」と評している。
「声優わちゃわちゃ」にて増元拓也と安元洋貴と自身の3人で低音の対決をしたところ、二人を大幅に下回る17Hz（ヘルツ）というピアノの鍵盤でいう最も低いキーよりも低い驚異的な数字を叩き出した。実験に協力した千葉音声研究所代表の村岡睦稔によると、速水の声は「マイクの性能ギリギリ、ひょっとしたらもっと低いのかもしれない」「テレビやスピーカーは基本的に20Hz以下は出ないので、テレビでは低音部分が削れている可能性がある」と言う。
演じる役は、二枚目の美形キャラ、主人公のライバル的な役、美形悪役を演じることが多いが、敵味方問わず重要な役割を演じることも多い。
兵庫県出身で、演技でも『トライガン』のニコラス・D・ウルフウッド役や『龍が如く7』の石尾田礼二役などで関西弁を用いるケースがある。昔は関西弁がイヤでたまらず、標準語に憧れていたが、友人同士で標準語を喋っていると「ええカッコしい」と言われ差別された程だった。
『トランスフォーマー』シリーズのアイアンハイドやウルトラマグナス、『勇者エクスカイザー』のエクスカイザー、『伝説の勇者ダ・ガーン』のダ・ガーンやガ・オーン、『からくり剣豪伝ムサシロード』のジュウベエなど、正義のロボットヒーローを多数演じている。なお、『勇者エクスカイザー』のDVDボックスでは自身を「色気あるロボット声」と称している。速水は『トランスフォーマー』のときはスケール感や力強さ、『エクスカイザー』や『ダ・ガーン』の際は「もっと意外性を持たせたい」という思いからヒューマンな部分を盛り込んで演じ、子供に違和感を抱かせない演技を心がけていたという。
出演作のイベントではアドリブを連発して、共演者を翻弄する一面も見せる。

## 人物
初期の出演作には本名の「大浜靖」名義でクレジットされている。芸名の姓を「速水」としたのは、もともと「はやみ」という言葉を使いたかったためであり、「『ガラスの仮面』の速水真澄が由来」という通説は正解ではない。「奨」は姓名判断で選んだ。
演技にあたっては作品の台本を（原作つきのメディアミックス作品の場合は原作も）読み込んで、自身が演じるキャラクターを研究しているという。
2006年に亡くなった義姉の子供で、甥に当たる声優の速水秀之を養子に引き取った。
特技は謡曲。趣味は料理、アンモナイト鑑賞、飼い猫と遊ぶ。
自宅では「カイザー」という1匹のオス猫を飼っており、自身のブログではたびたび登場している。カイザーは体重が6キロ（記載当時）だったが、2015年2月時点では12キロにまで太ってしまった。名前の由来は「面構えが皇帝っぽかったから」で、自身が演じた勇者エクスカイザーとは無関係、しかし無意識に「カイザー」という響きが刷り込まれていたかもしれないとも語っている。
毎朝自分で作っている味噌汁にはこだわりがあり、自身のTwitterに写真をアップしていた。
好きな言葉は「信念」、「やすらぎ」。
森川智之と檜山修之のトークイベント『森川智之と檜山修之のおまえらのためだろ！』にゲスト出演した際に扮した医者「Dr.HAYAMI」を気に入り、Dr.HAYAMIが主人公のギャグドラマCD『Super Stylish Doctors Story（S.S.D.S）』シリーズの原作・脚本を自身プロデュースで手がけ、ゲーム版『GAME S.S.D.S. 〜刹那の英雄』までも作ってしまった。また、Dr.HAYAMI名義でキャラクターソングの作詞もしている。医師役には森川と檜山（ナースのトシ子・ノブ子も担当）や、関俊彦や堀内賢雄など過去に共演した声優が出演しており、楽屋ネタやパロディをふんだんに盛り込んでいる。森川とは同じ横浜DeNAベイスターズファンという共通点もあり、2022年よりニコニコ動画において『森川智之＆速水奨の横浜DeNAベイスターズ応援チャンネル ～モリモリSHOWTIME～』というベイスターズ愛を語ったり、ベイスターズ戦の実況をするチャンネルを開設している。
RSアカデミーの開所以前は、妻の五十嵐と共にドワンゴクリエイティブスクール（現SAY YOU LAB）で後進の指導にあたっていた。彼らに技術などを教える際、自分がこの道を目指したころの初心に戻れるという。女優・歌手の神田沙也加は速水の教え子で、『しゃべくり007』で神田がゲスト出演した際にサプライズで登場した。
お笑いコンビ「ラッシュスタイル」を結成したきっかけは、2018年秋の事務所の新人発表会で野津山幸宏が「漫才をやりたいと」と言い出したが相手がおらず、速水が名乗り出たことから始まる。もともと関西出身で松竹新喜劇や古典落語が好きだったが、「声の仕事をしているという部分で、自分たちの可能性を追求するつもりで、真剣にやってみよう」とM-1挑戦を決意した。このニュースを正式発表すると、Twitter上で「速水さん」がトレンド1位になるという反響があった。
幼少期から仮面ライダーシリーズを愛好しており、平成仮面ライダーシリーズも『仮面ライダークウガ』から観続けている。『仮面ライダー電王』に出演していた関俊彦がそのキャラクターのセリフで歓声を浴びていたことを羨み、自身でも出演を希望するようになった。『ゼロワン』以前にも仮面ライダーシリーズで出演候補に挙がったことがあったが、実現には至らなかった。

## 出演
太字はメインキャラクター。

### 劇場アニメ
1982年
- 1000年女王（1000年盗賊A）

1984年
- 超時空要塞マクロス 愛・おぼえていますか（マクシミリアン・ジーナス〈マックス〉）

1985年
- ドラえもん のび太の宇宙小戦争（同志）

1986年
- ハイスクール!奇面組 やめてお願い!夏休み補習授業（龍野忍志也）

1988年
- きまぐれ☆オレンジロード あの日に帰りたい（演出家）

1989年
- ファイブスター物語（ポエシェ・ノーミン）

1990年
- 愛と剣のキャメロット 漫画家マリナタイムスリップ事件（シャルル・ドゥ・アルディ）
- 女戦士エフェ&ジーラ グーデの紋章（シャーガン大公）
- CAROL（ケプリ）

1991年
- 月光のピアス ユメミと銀のバラ騎士団（鈴影聖樹）
- ドラゴンボールZ とびっきりの最強対最強（サウザー）

1993年
- 銀河英雄伝説 新たなる戦いの序曲（アーダルベルト・フォン・ファーレンハイト）

1994年
- 餓狼伝説 -THE MOTION PICTURE-（ハワー）
- ドラミちゃん 青いストローハット（フェイス）

1995年
- マクロスプラス MOVIE EDITION（マージ）
- ドラえもん のび太の創世日記（出木松）

1997年
- キューティーハニーF（黄昏のプリンス / プリンスゼラ）

1998年
- クレヨンしんちゃん 電撃!ブタのヒヅメ大作戦（ブレード）

2002年
- 名探偵コナン ベイカー街の亡霊（ジャック・ザ・リッパー）

2003年
- 映画 あたしンち（みかんの英語の先生）

2006年
- 映画 ふたりはプリキュア Splash Star チクタク危機一髪!（サーロイン）

2007年
- いぬかみっ! THE MOVIE 特命霊的捜査官・仮名史郎っ!（仮名史郎）

2010年
- 劇場版メタルファイト ベイブレードVS太陽 灼熱の侵略者ソルブレイズ（鋼流星）
- TRIGUN Badlands Rumble（ニコラス・D・ウルフウッド）

2011年
- 映画 プリキュアオールスターズDX3 未来にとどけ! 世界をつなぐ☆虹色の花（サーロイン）
- 劇場版 戦国BASARA -The Last Party-（天海）

2021年
- 銀魂 THE FINAL（星海坊主）
- 劇場版マクロスΔ 絶対LIVE!!!!!!（マクシミリアン・ジーナス）
- 劇場版 抱かれたい男1位に脅されています。〜スペイン編〜（セレス）
- 劇場版 呪術廻戦 0（ラルゥ）

2022年
- ガディガルズ

2024年
- BLOODY ESCAPE -地獄の逃走劇-（アルガ）
- 劇場版ハイキュー!! ゴミ捨て場の決戦（研磨の父）

2025年
- 名探偵コナン 隻眼の残像（諸伏高明）
- たべっ子どうぶつ THE MOVIE（スリーポリンキーズ）
- クレヨンしんちゃん 超華麗!灼熱のカスカベダンサーズ（ディル）

### OVA
1984年
- 重戦機エルガイム（ギャブレット・ギャブレー）

1985年
- ドリームハンター麗夢（1985年 - 1992年、円光） - 6作品

1986年
- ガルフォース（パラノイド指令）
- 機甲界ガリアン 大地の章（ハイシャルタット）
- 機甲界ガリアン 鉄の紋章（ハイ・シャルタット）
- 機甲界ガリアン 天空の章（ハイ・シャルタット）
- コスモス・ピンクショック（ギャツビー）
- メガゾーン23PARTII 秘密く・だ・さ・い（白鳥少尉）

1987年
- 風と木の詩 SANCTUS-聖なるかな-（ドレン）
- デビルマン 誕生編（不動明）
- 魔境外伝レディウス（デムスター）

1988年
- イース（スラフ）
- 宇宙の戦士（パット・ライビー）
- 銀河英雄伝説（アーダルベルト・フォン・ファーレンハイト）
- New Story of Aura Battler DUNBINE（ラバーン・ザラマンド）
- 冥王計画ゼオライマー（葎）
- レイナ剣狼伝説（タイド・タイラント、ガルディ・ストール）

1989年
- アーシアン（1989年 - 1990年、多紀 / セラフィム） - 2作品
- 青き炎（堀田）
- 虚無戦史MIROKU（霧隠才蔵）
- クレオパトラD.C.（エリック）
- パディントンベア（ブラウンさん）
- BE-BOY KIDNAPP'N IDOL（海浦香）
- 風魔の小次郎（1989年 - 1990年、飛鳥武蔵） - 2作品
- やじきた学園道中記（陽一郎）
- 力王 RIKI-OH 等括地獄（黄泉）

1990年
- 暗黒神伝承 武神（慈雲坊）
- 暗黒神話（菊池彦 / 菊池一彦）
- 宇宙皇子（歌音喜楽天）
- A-Ko The VS/GRAY SIDE（ゲイル）
- A-Ko The VS/BLUE SIDE（ゲイル）
- 押忍!!空手部（多田勇次）
- THE八犬伝（山林房八）
- しあわせのかたち（駅員、テニスマシーン1号、やおいちゃん）
- CBキャラ 永井豪ワールド（1990年 - 1991年、デビルマン / 不動明）
- デビルマン 妖鳥死麗濡編（不動明）
- B・B（森山仁）
- 魔物ハンター妖子（近藤秀樹）
- リヨン伝説フレア2 禁断の惑星（ジーク）

1991年
- インフェリウス惑星戦史外伝 CONDITION GREEN（1991年 - 1993年、ヤン・ノヴェラム）
- EXPER ZENON（エクスパー・ケイン）
- 乙姫CONNECTION（マスター）
- 聖伝-RG VEDA-（夜叉王）
- 天空戦記シュラト 創世への暗闘（スクリミール）
- 炎の転校生（城之内孝一）
- ロードス島戦記（オルソン）

1992年
- 間の楔（ラウール・アム）
- 源氏（嵯峨空也）
- JOKER -マージナル・シティ-（男ジョーカー）
- 絶愛-1989-（南條晃司）
- 破妖の剣（亜珠）
- BE-BOP-HIGHSCHOOL（大杉）
- 新世紀GPXサイバーフォーミュラ グラフィティ（菅生修 / ナイト・シューマッハ）
- 新世紀GPXサイバーフォーミュラ11（1992年 - 1993年、菅生修 / ナイト・シューマッハ）
- マグマ大使（松田）
- 三毛猫ホームズの幽霊城主（矢坂聖一）

1993年
- うしおととら 風狂い（雷信）
- お洒落小僧は花マルッ（国重穂高）
- その気にさせてよmyマイ舞（黒の伯爵、ベン・ケー・シノービ）
- 代紋TAKE2 第II章（江原慎悟）
- ぼくの地球を守って（紫苑）

1994年
- KEY THE METAL IDOL（1994年 - 1997年、蛙杖仁策）
- 新・キューティーハニー（ライト市長）
- 真・孔雀王（ジークフリード）
- 南国少年パプワくん 星降る夜に会いましょう（マジック総帥）
- 新世紀GPXサイバーフォーミュラZERO（1994年 - 1995年、菅生修）
- マクロスプラス（マージ）

1995年
- サンクチュアリ（北条彰）
- 無責任艦長タイラー（マコト・ヤマモト）

1996年
- 機動戦士ガンダム 第08MS小隊（ギニアス・サハリン）
- BRONZE ZETSUAI since 1989（南條晃司）
- 超人学園ゴウカイザー（王崎泳 / 絶対神 王牙）
- 特務戦隊シャインズマン（速水綾一 / シャインズマンモスグリーン）
- 新世紀GPXサイバーフォーミュラ EARLYDAYS RENEWAL（菅生修 / ナイト・シューマッハ）
- 新世紀GPXサイバーフォーミュラSAGA（菅生修 / ナイト・シューマッハ）

1997年
- 新・湘南爆走族 荒くれナイト（牧紅音）

1998年
- スレイヤーズえくせれんと（シュタインドルフ）
- ダイノゾーン（ダイノトリケラ）
- 万能文化猫娘DASH!（樋口博士）
- 新世紀GPXサイバーフォーミュラSIN（1996年 - 1997年、菅生修）

2000年
- 超人ロック ミラーリング（ネオン）

2003年
- 機動戦士ガンダムSEED ASTRAY（リーアム・ガーフィールド）

2004年
- Phantom -PHANTOM THE ANIMATION-（レイモンド・マグワイヤ）
- 炎の蜃気楼 〜みなぎわの反逆者〜（直江信綱〈橘義明〉）

2005年
- セイント・ビースト 〜幾千の昼と夜 編〜（堕天使ルシファー）

2007年
- HELLSING（2007年 - 2011年、エンリコ・マクスウェル） - 4作品

2009年
- 鋼の錬金術師 FULLMETAL ALCHEMIST DVD 第1巻 映像特典「盲目の錬金術師」（ジュドウ）

2010年
- 装甲騎兵ボトムズ 幻影篇（ポル・ポタリア大統領）

2013年
- 問題児たちが異世界から来るそうですよ? 〜温泉漫遊記〜（ジャック）※小説第8巻Blu-ray同梱版

2017年
- ストライク・ザ・ブラッド II（安座真達己）
- ご注文はうさぎですか??シリーズ（2017年 - 2019年、タカヒロ） - 2作品

2020年
- 本好きの下剋上 司書になるためには手段を選んでいられません 外伝（フェルディナンド、ナレーション）

### Webアニメ
2010年
- Starry☆Sky（颯斗の父）

2015年
- ニンジャスレイヤー フロムアニメイシヨン（ダークニンジャ）

2016年
- 彼岸島X（宮本明 他〈第1 - 3話〉）
- モンスターストライク マーメイド・ラプソディ（ジェームズ・スタイルズ大佐）

2017年
- ポケモンジェネレーションズ（ゲーチス）

2018年
- モンスターストライク（ダアト）

2019年
- 7SEEDS（2019年 - 2020年、花の父親 / 末黒野貴士、教官） - 2シリーズ
- ガンダムビルドダイバーズRe:RISE（2019年 - 2020年、キャプテン・ジオン、ロンメル） - 2シリーズ

2020年
- 愛姫MEGOHIME（2020年 - 2021年、聖アサヒの父、ナレーション）
- ガンダムビルドダイバーズ バトローグ（キャプテン・ジオン）

2021年
- 銀魂 THE SEMI-FINAL 万事屋篇（星海坊主）
- 極主夫道（マスター）
- 終末のワルキューレ（オーディン）

2023年
- きよねこっ（マスター）
- BASTARD!! -暗黒の破壊神-（ニルス・ショーン・ミフネ）

### ゲーム
1991年
- エフェラ アンド ジリオラ ジ・エンブレム フロム ダークネス（サジウス、ナレーション）

1992年
- サーク I・II（ロブ・ネクロマンサー）
- ファージアスの邪皇帝（ディメオラ） - PCエンジン版
- 超時空要塞マクロス 永遠のラヴソング

1993年
- ヴェインドリーム（シャドー）
- 天外魔境 風雲カブキ伝（世阿弥）
- ムーンライトレディ（ムーンライトV3、日和子の父）

1994年
- アルナムの牙 獣族十二神徒伝説（リョウスイ、オウケン）
- EMIT vol.2・3（太田一郎） - 2作品
- エメラルドドラゴン（PCエンジン版）（サオシュヤント）
- ネオ・ネクタリス（ナレーション）

1995年
- アンジェリークSpecial（光の守護聖ジュリアス）
- カブキ一刀涼談（世阿弥）
- 聖夜物語 AnEarth Fantasy Stories（ヴェストリル）
- タクティクスオウガ（ランスロット・タルタロス、ジュヌーン・アパタイザ）
- 超人学園ゴウカイザー（王崎 冰 / 絶対神 王牙）
- ドラゴンボールZ アルティメットバトル22（ザーボン）
- ドラゴンボールZ 真武闘伝（ザーボン）
- 魔法騎士レイアース（カルタス）

1996年
- アンジェリークSpecial2（光の守護聖ジュリアス）
- いまどきのバンパイア（リーヴ）
- 新スーパーロボット大戦（ジュデッカ・ゴッツォ）
- ライトニングレジェンド 大悟の大冒険（アドルフ・レーツェル）
- スーパーロボット大戦外伝 魔装機神 THE LORD OF ELEMENTAL（ロドニー・ジェスハ / ひょっとこ仮面）

1997年
- アーマード・コア プロジェクトファンタズマ（スティンガー）
- アルナムの翼 焼塵の空の彼方へ（リョウスイ）
- VIRUS（アッシュ）
- 機動戦士ガンダム外伝 THE BLUE DESTINY（ニムバス・シュターゼン）
- クーロンズゲート（アニタ・ドール）
- スーパーロボット大戦F（バーン・バニングス、ギャブレット・ギャブレー）
- スレイヤーズろいやる（ティオン・グランドビショップ、アサシン）
- テイルズ オブ デスティニー（ウッドロウ・ケルヴィン、ダリス・ビンセント）
- トバル2（魔王マーク）
- BS探偵倶楽部 雪に消えた過去（空木俊介）
- ファーランドストーリー〜四つの封印〜（ウィル）
- マスター・オブ・モンスターズ -暁の賢者達-（シャドウマスター）
- レイ・トレーサー（ツムジ）

1998年
- アンジェリーク デュエット（光の守護聖ジュリアス）
- アンジェリーク 天空の鎮魂歌（光の守護聖ジュリアス）
- SDガンダム GGENERATION（1998年 - 2025年、ギニアス・サハリン、ニムバス・シュターゼン、リーアム・ガーフィールド） - 13作品
- 火星物語（黒翼の堕天使）
- 機動戦士ガンダム ギレンの野望（ギニアス・サハリン、ニムバス・シュターゼン）
- 新世代ロボット戦記ブレイブサーガ（エクスカイザー / キングエクスカイザー / ドラゴンカイザー / グレートエクスカイザー、ダ・ガーン / ダ・ガーンX / グレートダ・ガーンGX、ガ・オーン、ハイ・シャルタット）
- スーパーロボット大戦F完結編（黒騎士、ギャブレット・ギャブレー）
- 仙窟活龍大戦カオスシード（アレックス＝ホルス）
- ブシドーブレード弐（風閂、ナイトストーカー）
- ボンバーマンウォーズ（ボンバーヒーロー、ボンバーファイター、ボンバーニンジャ、アクアボンバー）
- ボンバーマンワールド（アクアボンバー）
- 夢☆色いろ（氷室玲司）
- ラングリッサーV 〜The End of Legend〜（レインフォルス）
- クライシスビート（ケネス）

1999年
- サーカディア（速水健吾）
- ジョジョの奇妙な冒険〈PS版〉 / 未来への遺産（ヴァニラ・アイス） - 2作品
- スーパーロボット大戦コンプリートボックス（バーン・バニングス、ロドニー・ジェスハ）
- スペースチャンネル5（ジャガー）
- 70年代風ロボットアニメ ゲッP-X（仁）
- 爆ボンバーマン2（暗黒の救世主ルキフェルス、聖邪の天使）
- 新世紀GPXサイバーフォーミュラ 新たなる挑戦者（菅生修）
- ペルソナ2 罪（プリンス・トーラス）
- 胸騒ぎの予感 八神ひろきのGame-Taste（瀬尾）
- レジェンド オブ ドラグーン（ロイド）

2000年
- アンジェリーク トロワ（光の守護聖ジュリアス）
- 機動戦士ガンダム ギレンの野望 ジオンの系譜（ギニアス・サハリン、ニムバス・シュターゼン）
- サンライズ英雄譚R（バーン・バニングス、黒騎士、ハイ・シャルタット）
- スーパーロボット大戦α（マクシミリアン・ジーナス、バーン・バニングス / 黒騎士、ラオデキヤ・ジュデッカ・ゴッツォ）
- ブレイブサーガ2（エクスカイザー / キングエクスカイザー / ドラゴンカイザー / グレートエクスカイザー、ダ・ガーン / ダ・ガーンX / グレートダ・ガーンGX、ガ・オーン）
- ペルソナ2 罰（佐々木銀次）

2001年
- スーパーロボット大戦α外伝（マクシミリアン・ジーナス）
- Fragrance Tale（シトラ、ルー）
- GEAR戦士電童（ゼロ、ガルファ皇帝）
- リリーのアトリエ 〜ザールブルグの錬金術士3〜（ウルリッヒ・モルゲン）

2002年
- 機動戦士ガンダム ギレンの野望 ジオン独立戦争記（イアン・グレーデン、ギニアス・サハリン、ニムバス・シュターゼン）
- スーパーロボット大戦IMPACT（バーン・バニングス / 黒騎士、ギニアス・サハリン、ガルディ・ストール）
- スペースチャンネル5 Part2（ジャガー / シャドー）
- テイルズ オブ ザ ワールド なりきりダンジョン2
- テイルズ オブ デスティニー2（ウッドロウ・ケルヴィン）
- ときめきメモリアル Girl's Side（花椿吾郎）

2003年
- アンジェリーク エトワール（光の守護聖ジュリアス）
- 機動戦士ガンダム めぐりあい宇宙（ニムバス・シュターゼン）
- SUNRISE WORLD WAR Fromサンライズ英雄譚（ゼロ、ガルファ皇帝、ハイ、ギャブレー、バーン、黒騎士）
- スーパーロボット大戦Scramble Commander（ギニアス・サハリン）
- テイルズ オブ シンフォニア（ウッドロウ・ケルヴィン）
- ドラゴンボールZ（ザーボン）
- ルパン三世 -海に消えた秘宝-（ザーイ）

2004年
- アーマード・コア ネクサス（スティンガー）
- スーパーロボット大戦MX（ゼロ / ガルファ皇帝、葎、ガルディ・ストール）
- スーパーロボット大戦GC（ギャブレット・ギャブレー、ギニアス・サハリン）
- ステラデウス（クロワール）
- 我が竜を見よ（シュリエ）

2005年
- Another Century's Episode（黒騎士、ギャブレット・ギャブレー）
- 機動戦士ガンダムSEED DESTINY GENERATION of C.E.（リーアム・ガーフィールド）
- 機動戦士ガンダム0079カードビルダー（イアン・グレーデン、ニムバス・シュターゼン、ギニアス・サハリン、デン・バザーク）
- GAME S.S.D.S. 〜刹那の英雄（Dr.HAYAMI）
- スーパーロボット大戦MX ポータブル（ゼロ / ガルファ皇帝、葎、ガルディ・ストール）
- 戦国BASARA（明智光秀）
- 第3次スーパーロボット大戦α 終焉の銀河へ（マクシミリアン・ジーナス、エペソ・ジュデッカ・ゴッツォ、サルデス・ジュデッカ・ゴッツォ、ヒラデルヒア・ジュデッカ・ゴッツォ）
- テイルズ オブ ザ ワールド なりきりダンジョン3
- 天地の門（ソウユ）
- ドラゴンボールZ スパーキング!（ザーボン）
- ドラゴンボールZ 舞空烈戦（ザーボン、サウザー）

2006年
- Another Century's Episode 2（黒騎士、ギャブレット・ギャブレー、マクシミリアン・ジーナス）
- スーパーロボット大戦XO（ギャブレット・ギャブレー、ギニアス・サハリン）
- 戦国BASARA2（明智光秀）
- テイルズ オブ ザ ワールド レディアント マイソロジー（ウッドロウ・ケルヴィン）
- テイルズ オブ デスティニー（ウッドロウ・ケルヴィン）※PS2版
- ドラゴンボールZ スパーキング!ネオ（ザーボン、サウザー）
- PHANTASY STAR UNIVERSE（イズマ・ルツ）
- ブレイブ ストーリー 新たなる旅人（レイナート）

2007年
- アルトネリコ2 世界に響く少女たちの創造詩（瞬）
- Another Century's Episode 3 THE FINAL（黒騎士、マクシミリアン・ジーナス）
- オーディンスフィア（メルヴィン）
- 銀魂 万事屋ちゅ〜ぶ ツッコマブル動画（星海坊主）
- THE BATTLE OF 幽☆遊☆白書 〜死闘! 暗黒武術会〜 120%（美しい魔闘家鈴木）
- 少年陰陽師 翼よいま、天（そら）へ還れ（鳴蛇）
- スーパーロボット大戦Scramble Commander the 2nd（バーン・バニングス / 黒騎士、マクシミリアン・ジーナス）
- スターオーシャン1 First Departure（ジエ・リヴォース）
- 戦国BASARA2 英雄外伝（明智光秀）
- ドラゴンボールZ スパーキング!メテオ（ザーボン、サウザー）
- ドラゴンボールZ 遥かなる悟空伝説（ザーボン）
- PHANTASY STAR UNIVERSE イルミナスの野望（イズマ・ルツ）
- 武装錬金 ようこそ パピヨンパークへ（坂口照星）

2008年
- アーマード・コア フォーアンサー（メルツェル）
- 機動戦士ガンダム ギレンの野望 アクシズの脅威（ギニアス・サハリン、ニムバス・シュターゼン）
- スーパーロボット大戦A PORTABLE（ギニアス・サハリン）
- スーパーロボット大戦Z（桂木桂、クライン・サンドマン）
- PHANTASY STAR PORTABLE（イズマ・ルツ）
- 新世紀GPXサイバーフォーミュラ VS（ナイト・シューマッハ）
- PRISM ARK -AWAKE-（暗黒騎士）
- マクロスエースフロンティア（マクシミリアン・ジーナス）

2009年
- 機動戦士ガンダム ガンダムVS.ガンダムNEXT PLUS（ギニアス・サハリン）
- 機動戦士ガンダム ギレンの野望 アクシズの脅威V（ギニアス・サハリン、ニムバス・シュターゼン）
- スーパーロボット大戦NEO（ドル・ガイスト、リゲル）
- 戦国BASARA バトルヒーローズ（明智光秀）
- テイルズ オブ ザ ワールド レディアント マイソロジー2（ウッドロウ・ケルヴィン）
- テイルズ オブ バーサス（ウッドロウ・ケルヴィン）※ミニゲーム「Tales of WALL BREAKER」のみ
- マクロスアルティメットフロンティア（マクシミリアン・ジーナス）

2010年
- Another Century's Episode:R（桂木桂）
- WHITE ALBUM -綴られる冬の想い出-（緒方英二）
- 戦国BASARA3（天海）
- スーパーロボット大戦OGサーガ 魔装機神 THE LORD OF ELEMENTAL（ロドニー・ジェスハ）
- ドラゴンボール レイジングブラスト2（サウザー）
- メタルファイト ベイブレード 爆神スサノオ襲来!（鋼流星）
- メタルファイト ベイブレード ポータブル 超絶転生! バルカンホルセウス（鋼流星）
- メタルファイト ベイブレード 頂上決戦!ビッグバン・ブレーダーズ（鋼流星）

2011年
- 鬼哭街（劉豪軍）
- 機動戦士ガンダム オンライン（ニムバス、グレーデン）
- 機動戦士ガンダム 新ギレンの野望（ギニアス・サハリン、ニムバス・シュターゼン）
- 戦国BASARA クロニクルヒーローズ（明智光秀）
- 戦国BASARA3 宴（天海）
- 第2次スーパーロボット大戦Z 破界篇/再世篇（桂木桂、ポル・ポタリア、クライン・サンドマン）
- テイルズ オブ ザ ワールド レディアント マイソロジー3（ウッドロウ・ケルヴィン）
- ドラゴンボールヒーローズ（2011年 - 、サウザー） - 5作品
- ペルソナ2 罪 INNOCENT SIN（プリンス・トーラス〈佐々木銀次〉）
- マクロストライアングルフロンティア（マクシミリアン・ジーナス）

2012年
- 機動戦士ガンダム エクストリームバーサス（2012年 - 2016年、ニムバス・シュターゼン） - 3作品
- 幻想水滸伝 紡がれし百年の時（レギウス）
- スーパーロボット大戦OGサーガ 魔装機神 THE LORD OF ELEMENTAL（ロドニー・ジェスハ）
- スーパーロボット大戦OGサーガ 魔装機神II REVELATION OF EVIL GOD（ロドニー・ジェスハ）
- FAIRY TAIL ゼレフ覚醒（一夜＝ヴァンダレイ＝寿）
- ペルソナ2 罰 ETERNAL PUNISHMENT（佐々木銀次）
- とびたて!超時空トラぶる花札大作戦（遠坂時臣）

2013年
- 境界線上のホライゾン PORTABLE（松平・元信）
- ジョジョの奇妙な冒険 オールスターバトル（エンリコ・プッチ）
- スーパーロボット大戦Operation Extend（ギニアス・サハリン、黒騎士、ギャブレット・ギャブレー）
- スーパーロボット大戦UX（バーン・バニングス、桐山英治）
- 聖闘士星矢 ブレイブ・ソルジャーズ（バイアン）
- テイルズ オブ シンフォニア ユニゾナントパック（ウッドロウ・ケルヴィン）
- マクロス30 銀河を繋ぐ歌声（マクシミリアン・ジーナス）
- ティアーズ・トゥ・ティアラII 覇王の末裔（ハッシュドゥルバル）
- BioShock Infinite（ジェレミア・フィンク）

2014年
- 学園K -Wonderful School Days-（三輪一言）
- クレヨンしんちゃん 嵐を呼ぶ カスカベ映画スターズ!（時雨院時常）
- ジェイスターズ ビクトリーバーサス（藍染惣右介）
- 戦国大戦 -1477 破府、六十六州の欠片へ-（今川氏親、朝倉孝景、伊達晴宗、鈴木重意〈1477〉、SS風魔小太郎〈忍殺〉）
- 戦国BASARA4（明智光秀、天海）
- 爽海バッカニアーズ!（グレイ＝ニール＝バークワース）
- 第3次スーパーロボット大戦Z 時獄篇 / 天獄篇（2014年 - 2015年、桂木桂） - 2作品
- Fate/hollow ataraxia（トキオミ）

2015年
- アンジェリーク ルトゥール（光の守護聖ジュリアス）
- 学園K -Wonderful School Days- V Edition（三輪一言）
- ケイオスドラゴン 混沌戦争（イルミア・ラズワンド）
- ジョジョの奇妙な冒険 アイズオブヘブン（ヴァニラ・アイス）
- 新次元ゲイム ネプテューヌVII（海男）
- スーパーロボット大戦BX（バーン・バニングス / 黒騎士、ハイ・シャルタット）
- 聖闘士星矢 ソルジャーズ・ソウル（バイアン）
- 戦国BASARA4 皇（天海）
- 戦の海賊（ドラコナス）
- PROJECT X ZONE 2:BRAVE NEW WORLD（シャドー）
- ポポロクロイス牧場物語（ゴメル）
- LORD of VERMILION ARENA（メタルアルカイザー）
- 白猫プロジェクト（アシュレイ・ディナ）

2016年
- 暗殺教室 アサシン育成計画!!（浅野學峯）
- グランブルーファンタジー（2016年 - 2023年、シヴァ）
- グリムノーツ Repage（長靴をはいた猫）
- ご注文はうさぎですか?? Wonderful Party!（タカヒロ）
- スターオーシャン:アナムネシス（ジエ・リヴォース）
- 戦国BASARA 真田幸村伝（明智光秀、天海）
- 夢王国と眠れる100人の王子様（エルフェン）

2017年
- 歌マクロス スマホDeカルチャー（マクシミリアン・ジーナス）
- 嘘月シャングリラ（オルセン）
- 黒騎士と白の魔王（白の魔王［ゼロス］）
- 軍勢RPG 蒼の三国志（諸葛亮）
- 新次元ゲイム ネプテューヌ VII R（海男）
- デスティニーチャイルド（レッドクロス）
- ファイアーエムブレム ヒーローズ（アルヴィス）
- 妖怪百姫たん!
- ファンタシースターオンライン2（ルツ＝セロ＝レイ＝クエント）
- 千の刃濤、桃花染の皇姫（小此木時彦）

2018年
- 銀魂乱舞（星海坊主）
- あんさんぶるスターズ!（ペネトレイト）
- 聖剣伝説2 SECRET of MANA（セリン）
- 戦場のヴァルキュリア4（ベルガー）
- スーパーロボット大戦X（倉光源吾）
- ファイナルファンタジー ブレイブエクスヴィアス（天風のヴェリアス / シド）
- フルメタル・パニック！ 戦うフー・デアーズ・ウィンズ（ジョージ・ラブロック）
- ガールフレンド（仮）（悪仮装男）
- 機動戦士ガンダム エクストリームバーサス2（2018年 - 2025年、ニムバス・シュターゼン） - 4作品

2019年
- JUMP FORCE（藍染惣右介）
- ドラガリアロスト（ハインヴァルト）
- スーパーロボット大戦T（ラバーン・ザラマンド）
- スーパードラゴンボールヒーローズ ワールドミッション（サウザー）
- リンクスリングス（ジャック）
- 戦国BASARA バトルパーティー（明智光秀）
- テイルズ オブ ザ レイズ（ウッドロウ・ケルヴィン）
- スーパーロボット大戦DD（2019年 - 2024年、デビルマン、黒騎士、ラバーン・ザラマンド）
- CODE VEIN（ジュウゾウ・ミドウ）
- Fate/Grand Order（トキオミ教授）
- ガンダムネットワーク大戦（ギニアス・サハリン）
- スターオーシャン1 First Departure R（ジエ・リヴォース）
- 新サクラ大戦（天宮鉄幹、ナレーション）

2020年
- 龍が如く7 光と闇の行方（石尾田礼二）
- ラストピリオド -終わりなき螺旋の物語-（ペネトレイト）
- この素晴らしい世界に祝福を!ファンタスティックデイズ（ダニエル）
- ヒプノシスマイク-Alternative Rap Battle-（神宮寺寂雷）
- アークナイツ（ヘラグ）
- オランピアソワレ（道摩大師）
- 茜さすセカイでキミと詠う（ヤチホコ）
- サンクタス戦記-GYEE-（雷孤）
- スーパーロボット大戦X-Ω（2020年 - 2021年、バーン・バニングス、エクスカイザー / キングエクスカイザー / ドラゴンカイザー / グレートエクスカイザー）
- イケメン王子 美女と野獣の最後の恋（サリエル＝ノワール）
- 仮面ライダーバトル ガンバライジング（仮面ライダーアークゼロ）
- ジョジョのピタパタポップ（ヴァニラ・アイス）
- FAIRY TAIL（一夜＝ヴァンダレイ＝寿）
- ALTDEUS: Beyond Chronos（デイター）
- りゅうおうのおしごと！（月光聖市）

2021年
- とある魔術の禁書目録 幻想収束（木原脳幹）
- モンスターストライク（2021年 - 2025年、バラン、ヴァニラ・アイス、諸伏高明）
- テイルズ オブ アライズ（ヴォルラーン・アングサリ）
- ラグナドール 妖しき皇帝と終焉の夜叉姫（安倍晴明）
- スーパーロボット大戦30（ギャブレット・ギャブレー）
- グランサガ（ラインヒルト）
- ライブ・ア・ヒーロー!（ボレアリス）

2022年
- Voice of Cards できそこないの巫女（ゲームマスター）
- TRANSFORMERS ALLIANCE（アイアンハイド、マグナス、グルーブ、インフェルノ）
- SDガンダム バトルアライアンス（ギニアス・サハリン）
- ジョジョの奇妙な冒険 オールスターバトルR（ヴァニラ・アイス）

2023年
- 仮面ライダーバトル ガンバレジェンズ（仮面ライダーアークゼロ）
- 機動戦士ガンダム U.C. ENGAGE（ニムバス・シュターゼン）
- インフィニティ ストラッシュ ドラゴンクエスト ダイの大冒険（バラン）
- ドラゴンクエストモンスターズ3 魔族の王子とエルフの旅（戒竜ニシル）

2024年
- 機動戦士ガンダム アーセナルベース（ニムバス・シュターゼン）
- ユニコーンオーバーロード（ナレーション）
- マクロス -Shooting Insight-（マージ・グルドア、マクシミリアン・ジーナス）
- 東京放課後サモナーズ（ココペリ）
- Rusty Rabbit（ネザーランド）

2025年
- BLEACH Rebirth of Souls（藍染惣右介、ナレーション）
- 牧場物語 Let's!風のグランドバザール（エーリッヒ）
- 新月同行（テスラ）
- スーパーロボット大戦Y（ギャブレット・ギャブレー、黒騎士、ダ・ガーンX、グレートダ・ガーンGX）

### テレビ人形劇
- Thunderbolt Fantasy 東離劍遊紀劇場版「生死一劍」、第二期（禍世螟蝗）

### 吹き替え

#### 担当俳優
ニコラス・ケイジ
- KILLERS/キラーズ 〜10人の殺し屋たち〜（アラニャ / ジョン）
- ザ・ビースト（フランク・ウォルシュ）
- 初体験/リッジモント・ハイ（ブラッドのマリファナ仲間）※フジテレビ版

#### 映画
- イノセント・ラブ（マックス〈ビル・カルバート〉）
- ヴァージン・フライト（ジゴロ〈レイ・スティーヴンソン〉）
- エミリー、パリへ行く（アントワーヌ・ランベール〈ウィリアム・アバディー〉）
- OK牧場の決斗（ジェームズ・アープ〈マーティン・ミルナー〉）※テレビ朝日新録版
- 王妃マルゴ（ギーズ公アンリ〈ミゲル・ボセ〉）
- ガバリン
- 下宿人（マルコム〈サイモン・ベイカー〉）
- クラス・オブ・1999-II（ボーレン〈サシャ・ミッチェル〉）
- コットンクラブ（ディキシー・ドワイヤー〈リチャード・ギア〉）※ソフト版
- コモドVSキングコブラ（マイク〈マイケル・パレ〉）
- サスペリア（ダニエル〈フラヴィオ・ブッチ〉）※テレビ東京版
- サンドラ・ブロックの恋する泥棒（エヴァン〈スティーヴン・ディレイン〉）
- 処刑人 アナザーバレット（ピーター・クライン〈ジャッジ・ラインホルド〉）
- セイ・エニシング（ジョー〈ローレン・ディーン〉）※機内上映版
- 大脱出3（シェン・ロー〈マックス・チャン〉[256]）
- 第27囚人戦車隊（スベン・ハッセル）
- デッドライン 報復の導火線（ダニエルズ〈マーク・ダカスコス〉）
  - デッドライン2 爆炎の彼方
- 天地創造 ※日本テレビ版（DVD収録）
- ドラゴン・イン/新龍門客棧（ツァオ〈ドニー・イェン〉）
- ノートルダム（ピエール・グランゴワール）
- ビッグ・ウェンズデー ※日本テレビ版
- ヘイフラワーとキルトシュー（パパ〈アンティ・ヴィルマヴィルタ〉）
- ベスト・キッド2（住民）※フジテレビ版
- マイ・ボディガード（メルヴィン・ムーディ〈マット・ディロン〉）
- マスク（チャーリー・スクアーカー〈リチャード・ジェニ〉）※DVD・ビデオ版
- マドンナのスーザンを探して（ジム〈ロバート・ジョイ〉）
- 名犬ラッシー/ラッシーの“愛こそすべて”（ドリュー・ハンフォード〈トニー・ダウ〉）

#### ドラマ
- アウトランダー（フランク・ランダル / ジョナサン・“ブラック・ジャック”・ランダル〈トビアス・メンジーズ〉）
- アメリカン・ヒーロー
- アンドロメダ（ディラン・ハント艦長〈ケヴィン・ソルボ〉）
- X-ファイル「恐怖の均整」（ジョン・フィッツジェラルド・バイヤース）※テレビ朝日版
- NCIS 〜ネイビー犯罪捜査班 シーズン3 #17（ジェームズ・ランディス）
- エレメンタリー7 ホームズ&ワトソン in NY #9（エンリケ・ルイス〈カルロス・ゴメス〉）
- グッド・サム 外科医親子のパワーゲーム（グリフ〈ジェイソン・アイザックス〉）
- 機甲戦虫紀LEXX（マイケル・マクマナス）
- コールドケース 迷宮事件簿 #20（ランディ・プライス）
- 三国志演義（趙雲子龍）※NHK-BS2版
- ジェシカおばさんの事件簿 #18、25
- スーパーナチュラル シーズン9 #5（シェフのレオ〈スティーヴ・ヴァレンタイン〉）
- DEBRIS/デブリ（マドックス〈ノーバート・レオ・バッツ〉[257]）
- 特捜刑事マイアミ・バイス
  - シーズン1 #8、#18
  - シーズン3 #17 （エアポート・マネージャー）
- HAWAII FIVE-0 シーズン1 #6（カールトン・バス〈ケヴィン・ソルボ〉）
- プロポーズ大作戦 〜Mission to Love（コンダクター / 時の指揮者〈キム・テフン〉）
- ホークアイ（ジャック・デュケイン〈トニー・ダルトン〉[258]）
- マダム・セクレタリー（ヘンリー・マッコード〈ティム・デイリー〉）
- マルコ・ポーロ（賈似道〈チン・ハン〉）
- メルローズ・プレイス（マイケル・マンシーニ〈トーマス・キャラブロ〉）
- THE MENTALIST メンタリストの捜査ファイル シーズン1 #15（ヴィクター・マルケーサ〈ヤンシー・アリアス〉）
- ラッシュアワー #5 #13（フォン・ヴァンガード〈バイロン・マン〉）
- ラザロ・プロジェクト 時を戻せ、世界を救え!（ロビン〈コリン・サーモン〉）
- レモニー・スニケットの世にも不幸なできごと（レモニー〈パトリック・ウォーバートン〉）
- ワイルドカード〜捜査バディは天才詐欺師!?〜 #10（ジェレミア・グレイブス）

#### アニメ
- アラジンの大冒険（盗賊）
- アニマニアックス（メル・ギブソン）
- スター・ウォーズ/クローン・ウォーズ（テレビシリーズ）（キット・フィストー）
- チャギントン（ジャックマン[259]）
- トランスフォーマーシリーズ
  - 戦え!超ロボット生命体トランスフォーマー（スパイク、アイアンハイド、トラックス、ブレストオフ 他）
  - トランスフォーマー ザ・ムービー（ウルトラマグナス[260]、アイアンハイド[260]、クインテッサ3[260]）
  - 戦え!超ロボット生命体トランスフォーマー2010（ウルトラマグナス、ブレストオフ、カットスロート 他）
- トロールズ ミュージック★パワー（うなりんぼピート[261]）
- 魔道祖師（金光善[262]）
- ミニオンズ フィーバー（スベンジャンス[263]）
- LEGO スター・ウォーズ/リビルド・ザ・ギャラクシー（ダース・キット・フィストー）
- 龍族 -The Blazing Dawn-（アンジェ[264]）

### 特撮
- 仮面ライダーシリーズ
  - 仮面ライダーゼロワン（2020年、アーク[265] / 仮面ライダーアークゼロの声[266]）
  - 仮面ライダーゲンムズ スマートブレインと1000%のクライシス（2022年、アークの声）
  - 仮面ライダーアウトサイダーズ（2022年 - 2024年、アーク / 仮面ライダーアークゼロ / 仮面ライダーゼロスリーの声）
- ナンバーワン戦隊ゴジュウジャー 復活のテガソード（2025年、ペスティスの声[267]）

### 実写映画
- ハケンアニメ!（2022年）※顔出し出演
  - 劇中アニメ『サウンドバック 奏の石』（奏の石）

### ラジオ
- ラジメーションMOONWAVE・ぼくの地球を守って（文化放送・ラジオ大阪 1993年7月11日 - 10月3日 毎週日曜日 23時00分 - 23時30分、白鳥由里と共にパーソナリティを務める）
- 冥界上杉軍ラジオステーション（アニプレックス・アニメ公式サイト 2002年7月23日 - 9月17日、関俊彦と共にパーソナリティを務める）
- 冥界上杉軍ラジオステーション2（NEW）（アニプレックス・アニメ公式サイト 2004年6月18日 - 10月16日、関俊彦と共にパーソナリティを務める）
- ラジオS.S.D.S. 愛の解体新書（NACK5 2005年4月3日 - 9月25日、福山潤と共にパーソナリティを務める）
- WEB S.S.D.S. 愛の解体新書（ランティスウェブラジオ）
- しなこいっ ラジオ三本勝負！（音泉、2010年4月26日 - ）
- 徳井青空のあにげっちゅ！（NHKラジオ第1、2020年4月 - 2021年3月、準レギュラー）
- 速水奨 聖なる夜の「君みみ」ラジオ（音泉、2021年12月24日）

### ラジオドラマ
- エメラルドドラゴン（サオシュヤント）
- 君色ストーリア（君野公斗）[268]
- 超人ロック〜コズミックゲーム〜（宇宙港管制官）
- 炎の蜃気楼（直江信綱〈橘義明〉）
- レジェンド・オブ・クリスタニア〜はじまりの冒険者たち〜（ローム）
- マジンカイザー傳（反町剣二）

### パチンコ・パチスロ
- パチスロキン肉マン〜キン肉星王位争奪編〜（テリーマン、ザ・ニンジャ）
- CR戦国双天絵巻〜華恋姫伝（織田信長）
- CR武神烈伝（織田信長）
- CR天下烈伝（織田信長）

### ドラマCD
- 間の楔 DARK-EROGENOUS（ラウール）
- 赤い光弾ジリオン お洒落倶楽部（バロン・リックス）
- 悪魔人形（明智小五郎）
- アンジェリークシリーズ（光の守護聖ジュリアス）
- イースV（ドーマン）
- イズミ幻戦記 鳴動編 カセットブック（ナレーション）
- イノセント・サイズ（一の宮森彦）
- 吸血姫美夕 西洋神魔編（ナイト・ギア）
- NG騎士ラムネ&40 2 キングオブキングス熱血スペシャル（デスタコラー総統）
- カクテルストーリーズシリーズ（マスター）[269] ※脚本を兼任
  - カクテルストーリーズ vol.1 眠れぬ夜に編
  - カクテルな夜に vol.2
  - カクテルな夜に vol.3
- カセット文庫 バセット英雄伝 エルヴァーズ 2〜4（アーレン）
- カセット文庫 三剣物語 1〜3（エルディラーン）
- 彼方から（ラチェフ）
- KEY THE METAL IDOL シリーズ（蛙杖仁策）
  - KEY THE METAL IDOL RADIO PROGRAM #2「家族」
  - KEY THE METAL IDOL RADIO PROGRAM #3「憧れ」
- 機甲警察メタルジャック シリーズ（トロイダル）
  - 機甲警察メタルジャック HARD PLAY
  - 機甲警察メタルジャック PARTY JACK
- 月光仮面ビギンズ サタンの爪（サタンの爪）
- 幻想水滸伝II（シュウ）
- 江〜戦姫〜（ナレーション、柴田勝家）
- こころ（先生）
- 彩雲国物語 ドラマCD版（黄奇人）
- サムライスピリッツ（橘右京）
- CDドラマコレクションズ 三國志（周瑜公瑾）
- ジョーカー・シリーズ（ジョーカー〈男〉）
  - ファーストコンタクト
  - FILE.1 ムーン・ファンタジー
  - FILE.2 ドリーム・プレイング・ゲーム
- GファンタジーコミックCDコレクション ファイアーエムブレム暗黒竜と光の剣（ミシェイル）
- しなこいっ（猪口安吾）
- 新世紀GPXサイバーフォーミュラ シリーズ（菅生修 / ナイト・シューマッハ）
  - アニメイトカセットコレクション 1〜2巻
  - 「麗VIEW・一幕」「麗VIEW・二幕」
  - LEGEND OF RACERS 全2巻
  - PICTURELAND 全6巻
  - SAGA INSPIRE 全2巻
  - SAGA ROUND 全5巻
  - SAGA II ROUND 全5巻
- 集英社カセットブック ジョジョの奇妙な冒険（花京院典明）
- 新撰組異聞 蒼き狼たちの神話2 浅葱色の夜明け（九条玄明）
- 神父と悪魔 煉獄の大悪魔（サーシャ）
- S.S.D.S. シリーズ（Dr.HAYAMI）※原作・脚本を兼任
  - 「愛の解体新書」全4巻
  - 「愛の時・迷宮〜あいのときめき〜」全3巻
  - 「愛の解体新書 revolution」全4巻
  - 「愛の解体新書 外伝 愛のSAMURAI doctor」
  - ニコ生ラジオドラマCD「S.S.D.S. 愛の生劇アワー THE☆LIVE」
- スタンレー・ホークの事件簿（アリスター・ロスフィールド）
- ストリートファイターII 春麗飛翔伝説（バルログ）
- 聖戦記エルナサーガ外伝（ヴァーリ）
- 絶愛 DRAMAMIX 1993（南條晃司）
- 07-GHOST（アヤナミ）
- 戦国BASARA2 シリーズ（明智光秀）
  - 〜蒼穹! 姉川の戦い〜
  - 〜紅蓮! 三方ヶ原の戦い〜
  - 〜漆黒! 本能寺の変〜
  - 戦国BASARA ボイスかるた
- 創竜伝 蜃気楼都市（竜堂始）
- 太陽の少女インカちゃん（明日手改造）
- タイム・リープ…あしたはきのう（ナレーション）
- 旅だ、事件だ、まほらばだ!!（灰原由起夫 / 流星ジョニー）
- 超人学園ゴウカイザー Vol.1〜3（王崎冰 / 絶対神 王牙）
- テイルズオブデスティニー 地上編・天上編（ウッドロウ・ケルヴィン）
- テイルズオブデスティニー2（ウッドロウ・ケルヴィン）
- 天使禁猟区（ウリエル）
- 伝説の勇者ダ・ガーン 〜ミステリアス・ツアー（ダ・ガーン）
- 特務戦隊シャインズマン（速水綾一 / シャインズマン・モスグリーン）
- ドリームハンター麗夢　ドラマCD各作品（円光）
  - ドリームハンター麗夢 電脳空域の迷路
  - ドリームハンター麗夢 南麻布魔法倶楽部
  - NEWドリームハンター麗夢 夢の騎士達
  - NEWドリームハンター麗夢 夢の騎士達 VOICE MOVIE
- トリニティ・ブラッド R.A.M（同2、3）（イザーク・フェルナンド・フォン・ケンプファー）
- 南国少年パプワくん シリーズ（マジック総帥）
  - 南国少年パプワくんDX〜パプワ島のある一日〜
  - 南国少年パプワくんDX-2〜歓迎！常夏パプワニアン・センター!〜
  - 南国少年パプワくんDX－∞〜僕らはずっと友達だ!〜
- 21世紀探偵事務所（天晶史朗）
- ニンジャスレイヤー ザイバツ強襲!（ダークニンジャ[270]）
- バーヴェリアン四重奏（川上真透）
- BASARA外伝TATARA（ナギ）
- バジリスク 〜甲賀忍法帖〜 シリーズ（薬師寺天膳）
  - 音絵巻 〜第二章〜
  - たまゆら綴織
- バトルガール藍（ミスターX）
- 速水奨プロデュースCD 男子高校生タイムトラベラーシリーズ Shuffle 時を紡ぐ勇者たち[271] ※原作・脚本を兼任
  - vol.1 -本能寺の変-
  - vol.2 -奥州藤原編-
  - vol.3 -新選組編-
  - vol.4 -忠臣蔵編-
  - vol.5 -戦国智略絵巻編-
  - vol.6 -陰陽師編-
- 吸血鬼ハンターD シリーズ（グレン）
  - 北海魔行I 北の海へ
  - 北海魔行II やがて、夏
  - 北海魔行III 冬きたりなば
- ヒプノシスマイク-Division Rap Battle-（神宮寺寂雷）
- ファンタシースター 〜封じられし記憶〜 ドラマCD＆ファンブック（フォーレン）
- Fate/Zero Sound Drama シリーズ（遠坂時臣）
  - Vol.1 -第四次聖杯戦争秘話-
  - Vol.2 -王たちの狂宴-
  - Vol.3 -散りゆく者たち-
  - Vol.4 -煉獄の炎-
  - アンソロジードラマCD Vol.1
- ぷりんせすARMY（一条一）
- 勇者宇宙ソーグレーダー オーディオドラマ
  - Vol.1 冒険の風（2025年、ダ・ガーン） - 『勇者宇宙ソーグレーダー』第2巻 CD付特装版
  - Vol.2 目覚めたHEARTの翼（2025年、エクスカイザー） - 『勇者聖戦バーンガーン THE NOVEL』上巻 CD付特装版
- ボイスコレクション「監禁の館 速水奨」
- 蓬萊学園の初恋!（聖剣一郎）
- 炎の蜃気楼 シリーズ（直江信綱〈橘義明 / 笠原尚紀 / 山口利之 / 安積九朗左衛門〉）※応募者全員サービスで一部脚本を兼任
  - この夜に、翼を -NIGHT WING-
  - 鷲よ、誰がために飛ぶ　その他懸賞・応募者全員サービスなど
- 炎の転校生 CD SPECIAL〈DX〉（城ノ内孝一）
- 魔界学園シリーズ（響）
- 冥王計画ゼオライマー「大冥界」（葎）
- モンスターメーカー ドラマCD 魔剣デスデリバーを探せ!（ハッタタス）
- 闇の皇太子 宿命の兄弟（役小角）
- 闇の末裔 ドラマCD（邑輝一貴）
- 妖怪アパートの幽雅な日常（骨董屋）※コミックス第3巻ドラマCD付き特装版
- 鎧伝サムライトルーパー 水滸伝（凍龍鬼）
- 流星皇子TOMMY（ズンベロ）
- ロードス島戦記3 魔獣の森（セシル）
- 浪漫狩り（篦岐宮行秀）
- 聖刻覇伝（ワース・ジード）〜ラシュオーンの嵐（ヴェルテ）
- ワイルドライフ VOLUME1（賀集真吾）
- ワンダーBOY 〜My Dear Wonder〜（百地蒼舟）
- 本好きの下剋上 司書になるためには手段を選んでいられません（フェルディナンド）※ドラマCD3以降

### 朗読CD
- 羊でおやすみシリーズ vol.32『夢幻の夜に抱かれておやすみ』
- ラボ・パーティ ラボCDライブラリー 宮沢賢治作品集『永訣の朝』朗読

### ナレーション

#### CD-ROMナレーション
- 宇宙探査の世界 <SynForest>
- 銀河宇宙 <SynForest>
- 恐竜画集 <SynForest>
- 紅葉 ヒーリングオータム <SynForest>
- 天野喜孝 吸血鬼ハンターD <SynForest>
- ロマンチック街道 <SynForest>
- ハッブル宇宙望遠鏡の世界 <SynForest>
- 桃源紀行 <RODIK>

#### テレビ番組
※はインターネット配信。
- BS日テレ 大海球紀行
- TOKYO MX、BS11 マクロスΔ先取りスペシャル（2015年12月31日）
- Say U Play【公式声優チャンネル】 (2020年 - 、YouTube※)[272]

#### テレビCM
- 水晶の龍（FCD）（1986年）
- ディープダンジョン 魔洞戦記（FCD）（1986年）
- とびだせ大作戦（FCD）（1987年）
- コカ・コーラ カナダドライジンジャーエール（1988年）
- JT セブンスターEX（1988年）
- 大正製薬 大正漢方胃腸薬（1989年）
- SUPER HANG-ON（MD）（1987年）
- 大魔界村（MD）（1988年）
- 中外製薬 グロンサン強力内服液（1989年）
- ファンタシースターII 還らざる時の終わりに（MD）（1989年）
- 北斗の拳 新世紀末救世主伝説（MD）（1989年）
- スーパー大戦略（MD）（1989年）
- ソーサリアン（MD）（1990年）
- 鳥人戦隊ジェットマン DX超合金 天空合体 ジェットイカロスCM（1991年）
- 勇者エクスカイザー 玩具CM（1991年）
- 伝説の勇者ダ・ガーン 玩具CM（1992年）
- 日本電装 デンソーオートエアコン&空気清浄機（1992年）
- ロックマン6 史上最大の戦い!!（FC）（1993年）
- グランヒストリア 〜幻史世界記〜（SFC）（1995年）
- 機動戦士ガンダム 戦士達の軌跡（GC）（2004年）
- テイルズ オブ デスティニー（PS2）（2006年）
- テイルズ オブ デスティニー2（PSP）（2007年）
- テイルズ オブ ハーツ（DS）（2008年）
- スーパーロボット大戦Z（PS2）（2008年）
- Solatorobo それからCODAへ（DS）（2010年）
- カリフォルニア プルーン協会
- 明治製菓 GF2顆粒
- TKC全国会（放送中）TKC全国会のコマーシャル
- 琉球銀行『グレート☆リューギーン』（2014年 - ）[273][274]
- グランブルーファンタジー（SG）（2015年）
- 利府ハウジングギャラリー（2021年）

#### その他
- LAZY LIVE 2002 宇宙船地球号II〜regenerate of a lasting worth〜（映像特典ナレーション）
- JAXAプロモーションムービー H-II Transfer Vehicle〜日本初 宇宙ステーション補給機HTVプロジェクトの軌跡
- 昭和電工ラジオCM（ナレーション）
- 「ある男」オーディオブック（ナレーション〈語り〉）[275]
- 「異世界でチート能力を手にした俺は、現実世界をも無双する」コミック版 PV（2021年、ナレーション）[276]

### デジタルコミック
- 田舎の美少年（2021年、今倉亜門（兄）[277]）
- 愚かな天使は悪魔と踊る（2021年、城村先生[278]）

### 玩具
- 仮面ライダーゼロワン 変身ベルト DXアークドライバー（2020年）[279]
- 仮面ライダーゼロワン DXゼロスリープログライズキー&ゼロスリードライバーユニット（2024年11月） - 仮面ライダーアークゼロ / 仮面ライダーゼロスリー 役

### その他コンテンツ
- 戦え!超ロボット生命体トランスフォーマー2010 主題歌カセット（ウルトラマグナス）
- トランスフォーマーテレフォン（ウルトラマグナス）
- 炎の蜃気楼 コバルトときめきテレフォン（直江信綱〈橘義明〉）
- 炎の蜃気楼 デスクトップアクセサリ CD-ROM 〜Mirage of Blaze Digital Collection〜（直江信綱〈橘義明〉）
- petit milady 1st Live キュートでポップなトゥインクル戦士☆プチミレディ（タキシード・ペーター） - ライブ終盤では顔出しで出演している。
- なんちゃってシンデレラ 小説第9巻 / コミックス第3巻購入特典「胸きゅんオーディオドラマ」（2019年、ナディル殿下[280]）
- 舞台 デルフィニア戦記〜獅子王と妃将軍〜（2019年、ファロット伯爵〈※声の出演〉）
- 『こはる日和とアニマルボイス』第1巻発売記念 特別動画（2020年、バウアー[281]）
- This Is It! 制作進行東雲次郎 ティザームービー（2020年、平尾巴[282][283]）
- 180秒で君の耳を幸せにできるか? with you 交わり合う時間 ASMR（2021年、二郎）
- 音楽詩『火垂るの墓』（2023年、清太）
- はま寿司（タッチパネルの声、2024年10月 - 12月25日、期間限定）「タッチパネルの左下（店員呼出 その他）をタッチ→声優変更をタッチ→速水奨（2024年12月はクリスマスVer.、オータムVer.、ハロウィンVer.の3種類）」
- 江戸川乱歩朗読劇『幻調乱歩大系』（2025年）[284]）
- 生演奏朗読劇『桜桃探偵舎』（2025年）[285]

## ディスコグラフィ

### アルバム
|     | 発売日         | タイトル                   | 規格品番   |
| --- | -------------- | -------------------------- | ---------- |
| 1st | 1992年8月25日  | 優雅な条件                 | CYCC-10004 |
| 2nd | 1994年9月7日   | Liaison                    | SRCL-2968  |
| 3rd | 1997年10月25日 | ORDOVICES                  | POCX-1074  |
| 4th | 2000年11月2日  | Garnitures                 | LACA-5011  |
| 5th | 2001年10月3日  | Chaine〜連鎖〜             | LACA-5070  |
| 6th | 2002年9月4日   | LOVE BALANCE               | LACA-5122  |
| 7th | 2003年10月22日 | idee〜いま、僕が想うこと〜 | LACA-5218  |
| 8th | 2005年7月21日  | すべては僕から始まった     | LACA-5405  |
| 9th | 2007年12月26日 | LOVE STORY                 | LACA-5680  |

### キャラクターソング
| 発売日   | 商品名 | 歌 | 楽曲 | 備考                                                                               |
| 1991年   | 1991年 | 1991年 | 1991年 | 1991年                                                                             |
| -------- | --- | --- | --- | ---------------------------------------------------------------------------------- |
| 10月25日 | 新世紀GPX サイバーフォーミュラ THE 雷舞                                                                             | ナイト・シューマッハ（速水奨）                                                                                          | 「冗談キツイよ」 | テレビアニメ『サイバーフォーミュラ』関連曲                                         |
| 11月21日 | NEW DREAM HUNTER 麗夢                                                                                               | 円光（速水奨） | 「αβのマーチ」（円光の読経） |                                                                                    |
| 1992年   | | | |                                                                                    |
| 1月21日  | インフェリウス惑星戦史外伝 コンディショングリーン（オリジナル・イメージ・アルバム）                                 | ヤン・ノヴェラム（速水奨）                                                                                              | 「トロンプ・ルイユ~だまし絵」 | OVA『インフェリウス惑星戦史外伝 CONDITION GREEN』関連曲                            |
| 2月26日  | 新世紀GPXサイバーフォーミュラ ヴォーカルコレクション1                                                               | ナイト・シューマッハ（速水奨）                                                                                          | 「都会の影」 | テレビアニメ『サイバーフォーミュラ』関連曲                                         |
| 6月1日   | ぷりんせすARMY－ウエディング☆COMBAT－                                                                               | 一条一（速水奨） | 「Flowers For You」 | OVA『ぷりんせすARMY ウェディング★COMBAT』関連曲                                    |
| 6月1日   | ぷりんせすARMY－ウエディング☆COMBAT－                                                                               | 愛田野々香（横山智佐）、羽柴悠也（関俊彦）、織田志信（松本保典）、一条一（速水奨）                                      | 「PARTY,PARTY !」 | OVA『ぷりんせすARMY ウェディング★COMBAT』関連曲                                    |
| 6月25日  | 新世紀GPXサイバーフォーミュラ 麗View・一幕                                                                          | ナイト・シューマッハ（速水奨）                                                                                          | 「Le Seiya」 | テレビアニメ『サイバーフォーミュラ』関連曲                                         |
| 6月2６日 | 新世紀GPXサイバーフォーミュラ ヴォーカルコレクション2                                                               | ナイト・シューマッハ（速水奨）                                                                                          | 「In My Eyes」 | テレビアニメ『サイバーフォーミュラ』関連曲                                         |
| 7月25日  | 新世紀GPXサイバーフォーミュラ 麗View・二幕                                                                          | サイバーFRIENDS（金丸淳一、三石琴乃、安達忍、関俊彦、速水奨、緑川光、置鮎龍太郎、島田敏、松岡洋子、富田晃介、小野健一） | 「Winners」 | テレビアニメ『サイバーフォーミュラ』関連曲                                         |
| 9月9日   | 絶愛-1989- 灼熱夏 Version2                                                                                          | 南條晃司（速水奨） | 「真紅の傷跡」 「どうすればいい」 「BAD BLOOD」 「SWEET SLAUGTER」 「Jesus Christ Love For You」                                                               | コミック『絶愛』関連曲                                                             |
| 11月6日  | 伝説の勇者ダ・ガーン CDサスペンス劇場ミステリアスベル 隊長に愛の口づけを                                            | ダ・ガーン（速水奨）、高杉星史（松本梨香）                                                                              | 「伝説の勇者〜心はひとつ〜」 | テレビアニメ『伝説の勇者ダ・ガーン』関連曲                                         |
| 11月26日 | 新世紀GPXサイバーフォーミュラザ・宴会                                                                               | ナイト・シューマッハ（速水奨）、葵今日子（天野由梨）                                                                    | 「愛の周回遅れ」 | テレビアニメ『サイバーフォーミュラ』関連曲                                         |
| 11月26日 | 新世紀GPXサイバーフォーミュラザ・宴会                                                                               | サイバーFRIENDS（金丸淳一、三石琴乃、安達忍、関俊彦、速水奨、緑川光、置鮎龍太郎、島田敏、松岡洋子、富田晃介、小野健一） | 「DANCING ON THE MOON」 | テレビアニメ『サイバーフォーミュラ』関連曲                                         |
| 1993年   | | | |                                                                                    |
| 2月25日  | 新世紀GPXサイバーフォーミュラ ヴォーカルコレクション3                                                               | ナイト・シューマッハ（速水奨）                                                                                          | 「On My Truth」 | テレビアニメ『サイバーフォーミュラ』関連曲                                         |
| 4月25日  | 新世紀GPXサイバーフォーミュラ The Truth Knight Shoemach                                                             | ナイト・シューマッハ（速水奨）                                                                                          | 「君がそばにいれば」 「告白だけは・・・まだ」 「Le Seiya 〜Deliciousヴァージョン〜」 「孤独だけなのに」                                                        | テレビアニメ『サイバーフォーミュラ』関連曲                                         |
| 7月25日  | 新世紀GPXサイバーフォーミュラ SONG FOR WINNERSⅠ                                                                     | ナイト・シューマッハ（速水奨）                                                                                          | 「孤高のSPELLING」 | テレビアニメ『サイバーフォーミュラ』関連曲                                         |
| 9月16日  | 無責任艦長タイラーMUSIC FILE 3 ”SEIREN KEPPAKU"                                                                     | マコト・ヤマモト（速水奨）                                                                                              | 「Don’t be so irresponsible」 | テレビアニメ『無責任艦長タイラー』関連曲                                           |
| 9月22日  | BRONZE ENDMAX〜南條晃司/渇愛××93                                                                                    | 南條晃司（速水奨） | 「渇愛」 「20××ZETSU-AI」 「月光」 | コミック『絶愛』関連曲                                                             |
| 1994年   | | | |                                                                                    |
| 12月19日 | 新世紀GPＸサイバーフォーミュラ（シングルCD）                                                                        | ナイト・シューマッハ（速水奨）                                                                                          | 「THE MASK SAYS」 「愛をあげたい」 | テレビアニメ『サイバーフォーミュラ』関連曲                                         |
| 12月21日 | 無責任艦長タイラーMUSIC FILE 8 ”HYAKKARYOURAN"                                                                      | マコト・ヤマモト（速水奨）、ユリコ・スター（天野由梨）                                                                  | 「気付いてないのはアナタだけ」 | テレビアニメ『無責任艦長タイラー』関連曲                                           |
| 1995年   | | | |                                                                                    |
| 8月1日   | 南国少年パプワくんDX-∞〜僕らはずっと友達だ!                                                                         | マジック総帥（速水奨）                                                                                                  | 「マジックの憂うつ」 | テレビアニメ『南国少年パプワくん』関連曲                                           |
| 12月21日 | ヴォイス・フロム・エメラルドドラゴン                                                                                | サオシュヤント（速水奨）                                                                                                | 「サオシュヤント」 | ゲーム「エメラルドドラゴン」関連曲                                                 |
| 1996年   | | | |                                                                                    |
| 2月21日  | BRONZE 殉教 | 南條晃司（速水奨） | 「BRONZE 殉教」 「スケープ・ゴート」 | コミック『絶愛』関連曲                                                             |
| 3月25日  | アンジェリーク FALLIN' LOVE                                                                                         | ジュリアス（速水奨） | 「白夜」 | ゲーム『アンジェリーク』関連曲                                                     |
| 9月26日  | アンジェリーク SOIREE（ソワレ）                                                                                     | ジュリアス（速水奨） | 「光のラプソディ」 | ゲーム『アンジェリーク』関連曲                                                     |
| 1997年   | | | |                                                                                    |
| 2月5日   | アンジェリーク 守護聖コレクション1                                                                                  | ジュリアス（速水奨） | 「黄金のアルカディア」 | ゲーム『アンジェリーク』関連曲                                                     |
| 6月25日  | アンジェリーク Sing&Talk 〜Harmonia〜                                                                               | 神鳥の守護聖の皆様（速水奨、塩沢兼人、堀内賢雄、飛田展男、林延年、岩田光央、結城比呂、子安武人、関俊彦）                | 「君は独りじゃない」 | ゲーム『アンジェリーク』関連曲                                                     |
| 1998年   | | | |                                                                                    |
| 2月1日   | アンジェリーク KISS KISS KISS                                                                                       | ジュリアス（速水奨）、クラヴィス（塩沢兼人）                                                                            | 「陽は沈み、また昇る 〜Sunrise&Sunset〜」 | ゲーム『アンジェリーク』関連曲                                                     |
| 12月2日  | アンジェリーク 〜White Dream〜                                                                                      | ジュリアス（速水奨）、オスカー（堀内賢雄）                                                                              | 「The Knights in The Light〜騎士道〜」 | ゲーム『アンジェリーク』関連曲                                                     |
| 2000年   | | | |                                                                                    |
| 7月12日  | アンジェリーク 永遠のヴァカンス Vol.1〜La Mer〜                                                                     | ジュリアス（速水奨） | 「黄昏〜愛しさが降り積もる〜」 | ゲーム『アンジェリーク』関連曲                                                     |
| 2002年   | | | |                                                                                    |
| 8月21日  | アンジェリーク Sunflower〜from Twinコレクション〜                                                                   | ジュリアス（速水奨） | 「太陽への階段 〜Message of Silence〜」 | ゲーム『アンジェリーク』関連曲                                                     |
| 12月18日 | アンジェリーク 〜LOVE CALL〜                                                                                        | ジュリアス（速水奨）、クラヴィス（田中秀幸）、ルヴァ（関 俊彦）                                                         | 「耳を澄まして」 | ゲーム『アンジェリーク』関連曲                                                     |
| 2003年   | | | |                                                                                    |
| 9月26日  | Super Stylish Doctors story「愛の解体新書」1                                                                        | Dr.HAYAMI（速水奨） | 「デオキシリボ助さん」 | SSDSシリーズ関連曲                                                                 |
| 2004年   | | | |                                                                                    |
| 1月21日  | アンジェリークエトワール ORANGE                                                                                     | ジュリアス（速水奨） | 「５分間のhistory」 | ゲーム『アンジェリーク』関連曲                                                     |
| 5月26日  | Super Stylish Doctors story「愛の解体新書」3                                                                        | Dr.HAYAMI（速水奨）、新田和人（高橋直純）                                                                               | 「刹那の英雄（あこがれ）」 | SSDSシリーズ関連曲                                                                 |
| 7月7日   | Super Stylish Doctors Songs Seven Vitamins                                                                          | Dr.HAYAMI（速水奨） | 「Just ture」 | SSDSシリーズ関連曲                                                                 |
| 2005年   | | | |                                                                                    |
| 5月25日  | アンジェリークエトワール 翠(みどり）のオアシス                                                                      | ジュリアス（速水奨）、アリオス（成田 剣）                                                                               | 「崖に咲く薔薇 〜Brave Love〜」 | ゲーム『アンジェリーク』関連曲                                                     |
| 12月21日 | Super Stylish Doctors Songs2 Ten Supplements                                                                        | Dr.HAYAMI（速水奨） | 「すべてのTurth」 | SSDSシリーズ関連曲                                                                 |
| 2006年   | | | |                                                                                    |
| 4月19日  | アンジェリーク 〜Dear My Angel〜                                                                                    | ジュリアス（速水奨） | 「光の翼」 | ゲーム『アンジェリーク』関連曲                                                     |
| 6月7日   | OVA セイント・ビースト 〜幾千の昼と夜〜 オリジナルサウンドトラック & キャラクターボーカルアルバム Trembled Melodies | ルシファー（速水奨） | 「背徳の肖像」 | OVA『セイント・ビースト』関連曲                                                    |
| 10月4日  | 『恋する天使アンジェリーク〜心のめざめる時〜』 キャラクターソング VOL.8 ジュリアス                                  | ジュリアス（速水奨） | 「ソレイユ・ルヴァン」 | テレビアニメ『恋する天使アンジェリーク 』関連曲                                    |
| 2007年   | | | |                                                                                    |
| 8月1日   | ブリーチ・ビート・コレクション 3rd SESSION:03≪藍染惣右介≫                                                           | 藍染惣右介（速水奨） | 「花弁」 「鏡花水月」 | テレビアニメ『BLEACH』関連曲                                                       |
| 9月26日  | いぬかみっ! THE MOVIE 〜特命霊的捜査官 仮名史郎っ!〜                                                                | 仮名史郎（速水奨） | 「正義の名の下に〜仮名史郎のテーマ〜」 | アニメ『いぬかみっ!』関連曲                                                        |
| 10月1日  | Super Stylish Doctors Songs 3 eight beating                                                                         | Dr.HAYAMI（速水奨）、バウム・クーテヘン教授（関俊彦）                                                                   | 「未来の鼓動」 | SSDSシリーズ関連曲                                                                 |
| 10月1日  | Super Stylish Doctors Songs 3 eight beating                                                                         | Dr.HAYAMI（速水奨）、君島究(檜山修之)                                                                                   | 「刹那の英雄2007」 | SSDSシリーズ関連曲                                                                 |
| 12月21日 | いぬかみっ!キャラクターボーカルアルバム paradiso                                                                    | 仮名史郎（速水奨） | 「そんな目で見ないでくれっ！」 | アニメ『いぬかみっ!』関連曲                                                        |
| 2010年   | | | |                                                                                    |
| 12月15日 | ブリコン 〜BLEACH CONCEPT COVERS〜                                                                                  | 雛森桃（佐久間紅美）、藍染惣右介（速水奨）feat.ユウスケ（ex.HIGH and MIGHTY COLOR）                                     | 「一輪の花」 | テレビアニメ『BLEACH』関連曲                                                       |
| 2014年   | | | |                                                                                    |
| 9月17日  | EXIT TUNES PRESENTS ACTORS2                                                                                         | 小田原牧（速水奨） | 「Dr.リアリスト」 | キャラクターCD『ACTORS』関連曲                                                     |
| 9月17日  | EXIT TUNES PRESENTS ACTORS2                                                                                         | 小田原牧（速水奨）、飯盛駆（浅沼晋太郎）、高天神一兎（逢坂良太）、一乗谷羚（緑川光）                                    | 「ときのねいろ〜天翔学園校歌〜」 | キャラクターCD『ACTORS』関連曲                                                     |
| 11月27日 | ご注文はうさぎですか? BD・DVD第6巻特典CD                                                                            | 香風タカヒロ（速水奨）、青山ブルーマウンテン（早見沙織）                                                                | 「Daydream café」 | テレビアニメ『ご注文はうさぎですか？』関連曲                                       |
| 12月3日  | ACTORS-Extra Edition 3-feat.陽太、鷲帆、牧                                                                          | 小田原牧（速水奨） | 「シザーハンズ」 | キャラクターCD『ACTORS』関連曲                                                     |
| 2015年   | | | |                                                                                    |
| 3月4日   | ACTORS-Deluxe Duet Edition-                                                                                         | 臼杵鷲帆（竹内良太）、小田原牧（速水奨）                                                                                | 「嗚呼、素晴らしきニャン生」 | キャラクターCD『ACTORS』関連曲                                                     |
| 7月22日  | アンジェリーク ヴォーカルコンプリートBOX                                                                            | ジュリアス（速水奨）、クラヴィス（田中秀幸）                                                                            | 「誕生」 | ゲーム『アンジェリーク』関連曲                                                     |
| 2016年   | | | |                                                                                    |
| 6月15日  | EXIT TUNES PRESENTS ACTORS5                                                                                         | 臼杵鷲帆（竹内良太）、小田原牧（速水奨）                                                                                | 「リスキーゲーム」 | キャラクターCD『ACTORS』関連曲                                                     |
| 10月26日 | ご注文はうさぎですか?? キャラクターソングシリーズ2016 全巻購入特典CD                                                | タカヒロ（速水奨） | 「キミとSwinging Night」 | テレビアニメ『ご注文はうさぎですか??』関連曲                                       |
| 2017年   | | | |                                                                                    |
| 3月15日  | ACTORS-Deluxe Delight Edition-                                                                                      | 小田原牧（速水奨） | 「Leia」 | キャラクターCD『ACTORS』関連曲                                                     |
| 12月6日  | 麻天狼-音韻臨床- | 神宮寺寂雷（速水奨） | 「迷宮壁」 | キャラクターCD『ヒプノシスマイク』関連曲                                           |
| 12月6日  | ご注文はうさぎですか?? 〜Dear My Sister〜 デュエットソングアルバム                                                  | モカ（茅野愛衣）、青山ブルーマウンテン（早見沙織）、タカヒロ（速水奨）                                                  | 「Fantastic Rabbit House」 | OVA『ご注文はうさぎですか?? 〜Dear My Sister〜』関連曲                             |
| 2018年   | | | |                                                                                    |
| 1月13日  | S.S.D.S.ボーカルミニアルバム｢愛のビーチフラッグ｣                                                                    | Dr.HAYAMI（速水奨）、新田龍之介（増田俊樹）                                                                             | 「愛のビーチフラッグ」 | SSDSシリーズ関連曲                                                                 |
| 7月18日  | Fling Posse VS 麻天狼                                                                                               | Fling Posse、麻天狼 | 「BATTLE BATTLE BATTLE」 | キャラクターCD『ヒプノシスマイク』関連曲                                           |
| 7月18日  | Fling Posse VS 麻天狼                                                                                               | 麻天狼 | 「Shinjuku Style 〜笑わすな〜」 | キャラクターCD『ヒプノシスマイク』関連曲                                           |
| 11月14日 | MAD TRIGGER CREW VS 麻天狼                                                                                          | MAD TRIGGER CREW、麻天狼                                                                                                | 「DEATH RESPECT」 | キャラクターCD『ヒプノシスマイク』関連曲                                           |
| 11月14日 | MAD TRIGGER CREW VS 麻天狼                                                                                          | 麻天狼 | 「Shinjuku Style 〜笑わすな〜（Nerve Rackin' remix）」 | キャラクターCD『ヒプノシスマイク』関連曲                                           |
| 12月5日  | ご注文はうさぎですか？？キャラクターソロシリーズ 全巻購入特典CD                                                     | タカヒロ（速水奨） | 「Have a Nice Drink」 | テレビアニメ『ご注文はうさぎですか??』関連曲                                       |
| 2019年   | | | |                                                                                    |
| 2月27日  | The Champion | 麻天狼 | 「The Champion」 | キャラクターCD『ヒプノシスマイク』関連曲                                           |
| 2月27日  | The Champion | The Dirty Dawg | 「T.D.D LEGEND」 | キャラクターCD『ヒプノシスマイク』関連曲                                           |
| 4月24日  | Enter the Hypnosis Microphone                                                                                       | Division All Stars | 「Hoodstar」 「ヒプノシスマイク -Division Rap Battle-」 「ヒプノシスマイク -Division Battle Anthem-」                                                          | キャラクターCD『ヒプノシスマイク』関連曲                                           |
| 4月24日  | Enter the Hypnosis Microphone                                                                                       | 麻天狼 | 「パピヨン」 | キャラクターCD『ヒプノシスマイク』関連曲                                           |
| 5月19日  | 「ネオロマンス♥ダンディズム２ 〜ロマンスをあなたと〜」                                                              | ジュリアス（速水奨） | 「Beautiful Night」 | ゲーム『アンジェリーク』関連曲                                                     |
| 7月15日  | EVIL LINE RECORDS 5th Anniversary FES.ALBUM "EVIL A LIVE"                                                           | サイプレス上野とロベルト吉野、月蝕會議、The Dirty Dawg                                                                  | 「The Three Musketeers Mic Relay」 | ライブイベント『EVIL LINE RECORDS 5th Anniversary FES."EVIL A LIVE" 2019』関連曲   |
| 7月17日  | ACTORS 5th Anniversary Edition                                                                                      | 小田原牧（速水奨）、臼杵鷲帆（竹内良太）                                                                                | 「リスキーゲーム（リアレンジ）」 | キャラクターCD『ACTORS』関連曲                                                     |
| 9月5日   | ヒプノシスマイク -Alternative Rap Battle-                                                                           | Division All Stars | 「ヒプノシスマイク -Alternative Rap Battle-」 | ゲーム『ヒプノシスマイク -Alternative Rap Battle-』主題歌                          |
| 2020年   | | | |                                                                                    |
| 3月25日  | 麻天狼 -Before The 2nd D.R.B-                                                                                       | 神宮寺寂雷（速水奨） | 「君あり故に我あり」 | キャラクターCD『ヒプノシスマイク』関連曲                                           |
| 4月17日  | ヒプノシスマイク -Before The Battle- The Dirty Dawg 第3巻限定版特典CD                                               | 飴村乱数（白井悠介）、神宮寺寂雷（速水奨）                                                                              | 「LESSON」 | 漫画『ヒプノシスマイク -Before The Battle- The Dirty Dawg』関連曲                  |
| 5月20日  | ACTORS-Singing Contest Edition-sideB                                                                                | 小田原牧（速水奨） | 「アリアドネ」 | キャラクターCD『ACTORS』関連曲                                                     |
| 7月17日  | Survival of the Illest                                                                                              | Division All Stars | 「Survival of the Illest」 | ゲーム『ヒプノシスマイク -Alternative Rap Battle-』オープニングテーマ              |
| 9月2日   | ヒプノシスマイク-Division Rap Battle- Official Guide Book 初回限定版特典CD                                          | Division All Stars | 「SUMMIT OF DIVISIONS」 | キャラクターCD『ヒプノシスマイク』関連曲                                           |
| 9月19日  | Blend of Letters | タカヒロ（速水奨） | 「Growth Record」 | テレビアニメ『ご注文はうさぎですか？』関連曲                                       |
| 11月1日  | HYPSTER'S LIMITED                                                                                                   | Division All Stars | 「ヒプノシスマイク -Division Rap Battle- +」 「ヒプノシスマイク -Division Battle Anthem- +」 「ヒプノシスマイク(D.R.B vs D.B.A)+ HYPSTER MASHUP by TeddyLoid」 | キャラクターCD『ヒプノシスマイク』関連曲                                           |
| 12月25日 | 幕末Rock虚魂 ドラマCD 第1幕・第2幕連動購入特典超絶特典CD「激闘」                                                    | 坂本龍馬(谷山紀章)、久坂玄機(速水奨)                                                                                    | 「初志貫徹（ペネトレイト）」 | ドラマCD『幕末Rock虚魂』関連曲                                                     |
| 12月25日 | 幕末Rock虚魂 ドラマCD 第1幕・第2幕連動購入特典超絶特典CD「黄泉歌聖」                                                | 黄泉歌聖 | 「Into The Afterworld」 | ドラマCD『幕末Rock虚魂』関連曲                                                     |
| 2021年   | | | |                                                                                    |
| 1月13日  | Straight Outta Rhyme Anima                                                                                          | Division All Stars | 「ヒプノシスマイク -Rhyme Anima-」 | テレビアニメ『ヒプノシスマイク-Division Rap Battle-』Rhyme Animaオープニングテーマ |
| 1月13日  | Straight Outta Rhyme Anima                                                                                          | Division All Stars | 「絆」 | テレビアニメ『ヒプノシスマイク-Division Rap Battle-』Rhyme Animaエンディングテーマ |
| 1月13日  | Straight Outta Rhyme Anima                                                                                          | Division All Stars | 「Rhyme Anima's Mixtape」 | テレビアニメ『ヒプノシスマイク-Division Rap Battle-』Rhyme Anima劇中RAP            |
| 1月13日  | Straight Outta Rhyme Anima                                                                                          | 麻天狼 | 「WELCOME U」 「Fallin'」 | テレビアニメ『ヒプノシスマイク-Division Rap Battle-』Rhyme Anima劇中RAP            |
| 1月13日  | Straight Outta Rhyme Anima                                                                                          | Fling Posse、麻天狼 | 「D.R.B Rhyme Anima -2nd Battle- Fling Posse VS 麻天狼」 | テレビアニメ『ヒプノシスマイク-Division Rap Battle-』Rhyme Anima劇中RAP            |
| 1月13日  | Straight Outta Rhyme Anima                                                                                          | MAD TRIGGER CREW、麻天狼                                                                                                | 「D.R.B Rhyme Anima -Final Battle- MAD TRIGGER CREW VS 麻天狼」                                                                                                | テレビアニメ『ヒプノシスマイク-Division Rap Battle-』Rhyme Anima劇中RAP            |
| 1月13日  | Straight Outta Rhyme Anima                                                                                          | The Dirty Dawg、Secret Aliens                                                                                           | 「D.R.B Rhyme Anima -EX- The Dirty Dawg VS Secret Aliens」 | テレビアニメ『ヒプノシスマイク-Division Rap Battle-』Rhyme Anima劇中RAP            |
| 3月10日  | Bad Ass Temple VS 麻天狼                                                                                            | Bad Ass Temple、麻天狼                                                                                                  | 「Light & Shadow」 | キャラクターCD『ヒプノシスマイク』関連曲                                           |
| 3月10日  | Bad Ass Temple VS 麻天狼                                                                                            | 麻天狼 | 「TOMOSHIBI」 | キャラクターCD『ヒプノシスマイク』関連曲                                           |
| 4月23日  | ヒプノシスマイク -Glory or Dust-                                                                                    | Division All Stars | 「ヒプノシスマイク -Glory or Dust-」 | キャラクターCD『ヒプノシスマイク』関連曲                                           |
| 6月18日  | Survival of the Illest +                                                                                            | Division All Stars | 「Survival of the Illest +」 | ゲーム『ヒプノシスマイク -Alternative Rap Battle-』オープニングテーマ              |
| 7月16日  | Hang out! | Division All Stars | 「Hang out!」 | ゲーム『ヒプノシスマイク -Alternative Rap Battle-』主題歌                          |
| 9月8日   | Buster Bros!!! VS 麻天狼 VS Fling Posse                                                                             | Buster Bros!!!、麻天狼、Fling Posse                                                                                     | 「SHOWDOWN」 | キャラクターCD『ヒプノシスマイク』関連曲                                           |
| 9月8日   | Buster Bros!!! VS 麻天狼 VS Fling Posse                                                                             | Division All Stars | 「Hoodstar +」 「2nd D.R.B NON-STOP DIVISION MIX」 | キャラクターCD『ヒプノシスマイク』関連曲                                           |
| 2023年   | | | |                                                                                    |
| 2月1日   | IDOLY PRIDE Collection Album [未来]                                                                                 | spring battler | 「サヨナラから始まる物語(春闘 short ver.)」 | ゲーム『IDOLY PRIDE』関連曲                                                        |

### その他参加作品
| 発売日         | 商品名                                               | 歌 | 楽曲 | 備考                                                                        |
| -------------- | ---------------------------------------------------- | --- | --- | --------------------------------------------------------------------------- |
| 1990年11月1日  | 声優コレクションVol.2 FOR YOU                        | 速水奨 | 「Silhouette〜君に贈る夜」 |                                                                             |
| 1991年3月21日  | JOKER ファースト・コンタクト                         | 速水奨、富沢美智恵 | 「クラッシュ・ユア・ハート」 | ドラマCD「JOKER(1)ファースト・コンタクト」オープニングテーマ                |
| 1992年3月25日  | JOKER セカンドコンタクト パープルムーン              | 速水奨 | 「ミリオンナイト」 | ドラマCD「JOKER(2)セカンド・コンタクト」エンディングテーマ                  |
| 1992年5月21日  | 魔界学園III                                          | 速水奨 | 「明日の素顔」 | ドラマCD「魔界学園Ⅲ 完結編」収録曲                                          |
| 1992年5月25日  | JOKER マージナルシティ                               | 速水奨 | 「JOKERのテーマ」 | ドラマCD「JOKER～マージナル・シティ～＊ボイス・ムービー」オープニングテーマ |
| 1993年2月3日   | ダ・ガーンオリジナルサウンドトラックVol.2            | 高乃麗、紗ゆり、松本梨香、速水奨、白鳥由里                                                                                 | 「風の未来へ（合唱バージョン）」 | テレビアニメ『伝説の勇者 ダ・ガーン』関連曲                                 |
| 1993年2月3日   | ダ・ガーンオリジナルサウンドトラックVol.2            | 速水奨、伊倉一恵、古澤徹、渡辺久美子、石川寛美、南央美、成田剣、松本保典、中村大樹、檜山修之、松本梨香、遠近孝一、伊藤舞子 | 「Always」 | テレビアニメ『伝説の勇者 ダ・ガーン』関連曲                                 |
| 1996年3月20日  | 天翔凰～輪廻転生編 第3話「回帰」                     | 速水奨 | 「SAME TIME～時間の彼方で～」 | ドラマCD『天翔凰～輪廻転生編 第3話「回帰」』オープニングテーマ              |
| 1998年12月24日 | 記憶 Recollections 速水奨ビジュアル&オーディオブック | 速水奨 | 「X.Y.Z」 | 記憶 Recollections 速水奨ビジュアル&オーディオブック収録CD「言葉」収録曲    |
| 2008年1月23日  | 百歌声爛 男性声優編II                                | 速水奨 | 「忍のテーマ」〜 「アタックNO.1のテーマ」〜 「キューティーハニー」〜 「マジンガーZ」〜 「デビルマンのうた」〜 「今日もどこかでデビルマン」〜 「あしたのジョー」〜 「サスケのうた」〜 「海のトリトン」〜 「タイガーマスク」 |                                                                             |
| 2018年3月7日   | MUSICALOID #38 此方乃サヤ盤 / 彼方乃サヤ盤           | 神田沙也加（w/速水奨、江口拓也、新田恵海）                                                                                 | 「Crazy ∞ nighT」 |                                                                             |
| 2019年2月20日  | 臨死!!江古田ちゃん エンディングテーマ曲・第2話       | 速水奨 | 「夢に酔わされて」 | テレビアニメ『臨死!!江古田ちゃん』エンディングテーマ                        |

## 書籍
- 記憶 Recollections 速水奨ビジュアル&オーディオブック（主婦の友社 1998年12月 ISBN 978-4-07-225006-8）
- 速水奨 言葉に生きる、声に込める（くびら出版 2019年9月 ISBN 978-4-86113-349-7）